# Sh2-213
Sh2-213 è una piccola nebulosa a emissione visibile nella costellazione di Perseo.
Si individua nella parte orientale della costellazione, circa 2° a sud della stella d Persei, all'interno del piccolo ammasso aperto Berkeley 11; il periodo più indicato per la sua osservazione nel cielo serale ricade fra i mesi di settembre e febbraio ed è notevolmente facilitata per osservatori posti nelle regioni dell'emisfero boreale terrestre, dove si presenta circumpolare fino alle regioni temperate calde.
Si tratta di una piccola regione H II situata sul Braccio di Perseo alla distanza di circa 2100 pc (circa 6 850 anni luce). Si trova all'interno di Berkeley 11, un ammasso aperto piuttosto compatto formato da alcune decine di stelle giovani, la cui età è stimata attorno ai 30 milioni di anni; Sh2-213 appare associata a una stella di classe spettrale B4 e costituisce probabilmente una debole sfera di Strömgren attorno ad essa. Stime basate sulle emissioni CO hanno invece indicato una distanza di 5800 pc (quasi 17 300 anni luce), portando così questa nube ben al di là di Berkeley 11, sul Braccio del Cigno.